# Amantilho

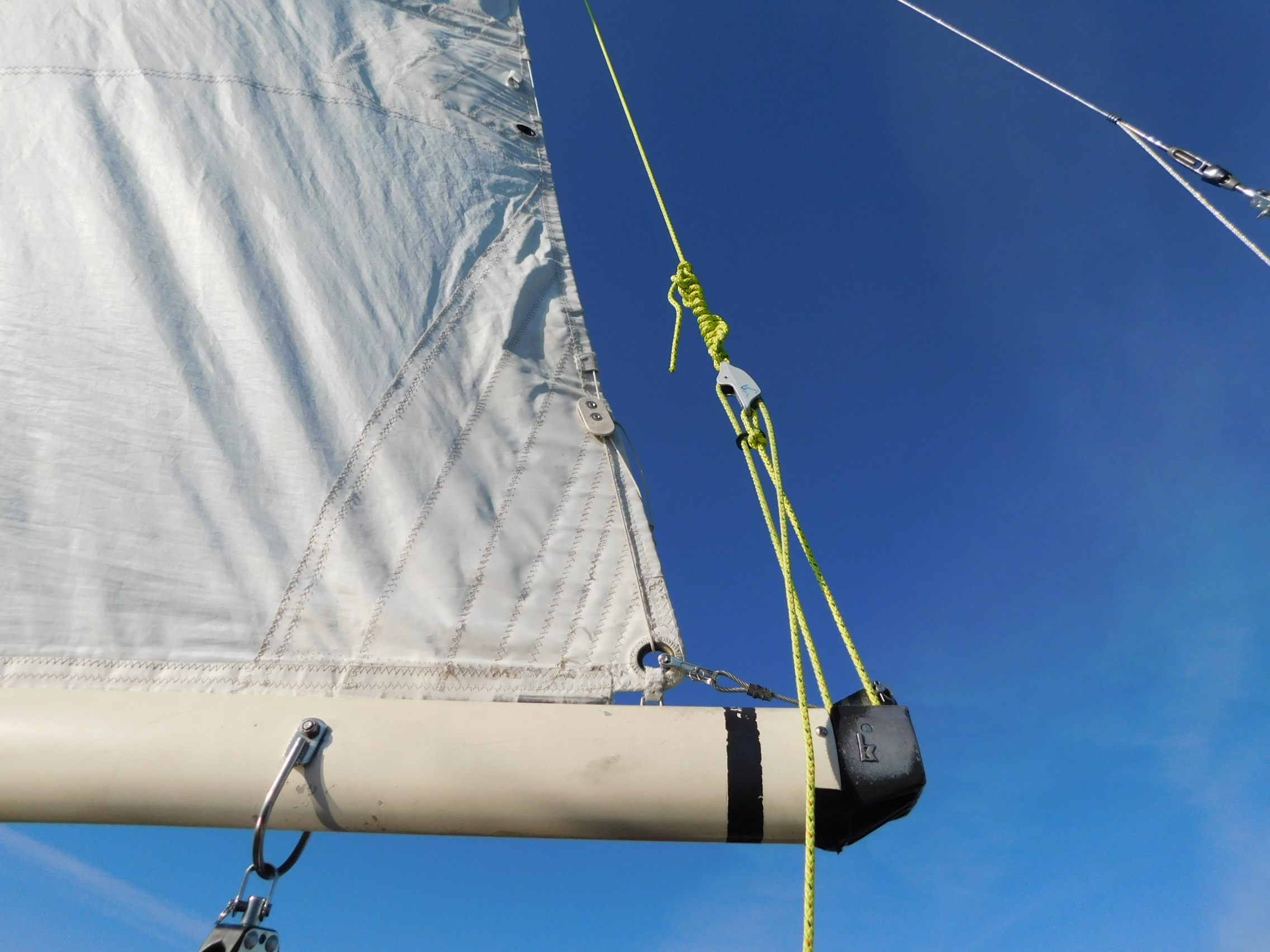

Amantilho em náutica é um cabo que mantém suspenso o pau do spi ou a retranca
Ver imagem e explicações em Retranca.
No Pau do Spi, o contrário do amantilho é o gaio, que impede que o pau suba.